# آنا برنهوف
آنا برنهوف (انگلیسی: Anna Bornhoff؛ زادهٔ ۱۷ نوامبر ۱۹۸۱) بازیکن فوتبال اهل آلمان است.
از باشگاه‌هایی که در آن بازی کرده‌است می‌توان به باشگاه فوتبال ۱.اف‌اف‌سی توربین پوتسدام اشاره کرد.